# Alpinia nigra
Alpinia nigra är en enhjärtbladig växtart som först beskrevs av Joseph Gaertner, och fick sitt nu gällande namn av Bernard Dearman Burtt. Alpinia nigra ingår i släktet Alpinia och familjen Zingiberaceae. Inga underarter finns listade i Catalogue of Life.